# Zeitgeist, o Filme
Zeitgeist, o Filme (Zeitgeist, the Movie, no original) é um filme de 2007 produzido por Peter Joseph que aborda temas como Cristianismo, os ataques de 11 de setembro e a fundação do Banco Central dos Estados Unidos da América (Federal Reserve). Ele foi lançado online livremente via Google Video em Junho de  2007. Uma versão remasterizada foi apresentada como um première global em 10 de novembro de 2007 no 4th Annual Artivist Film Festival & Artivist Awards.
Em 2 de outubro de 2008 foi lançado um segundo filme, continuação do primeiro, chamado Zeitgeist: Addendum, no qual se tratam temas como a globalização e a manipulação do homem pelas grandes corporações e instituições financeiras, e aborda a atual insustentabilidade financeira, material e moral da humanidade, apresentando o Projeto Vênus como possível solução para o problema.
O filme é estruturado em três seções:
- Primeira parte: "The Greatest Story Ever Told" ("A maior história já contada") - Aos 13 min
- Segunda parte: "All The World's A Stage" ("O mundo inteiro é um palco") - Aos 40 min
- Terceira parte: "Don't Mind The Men Behind The Curtain" ("Não se importem com os homens atrás da cortina")- À 1h 14 min*

## Estrutura do filme

### Primeira Parte:The Greatest Story Ever Told(A maior história já contada)

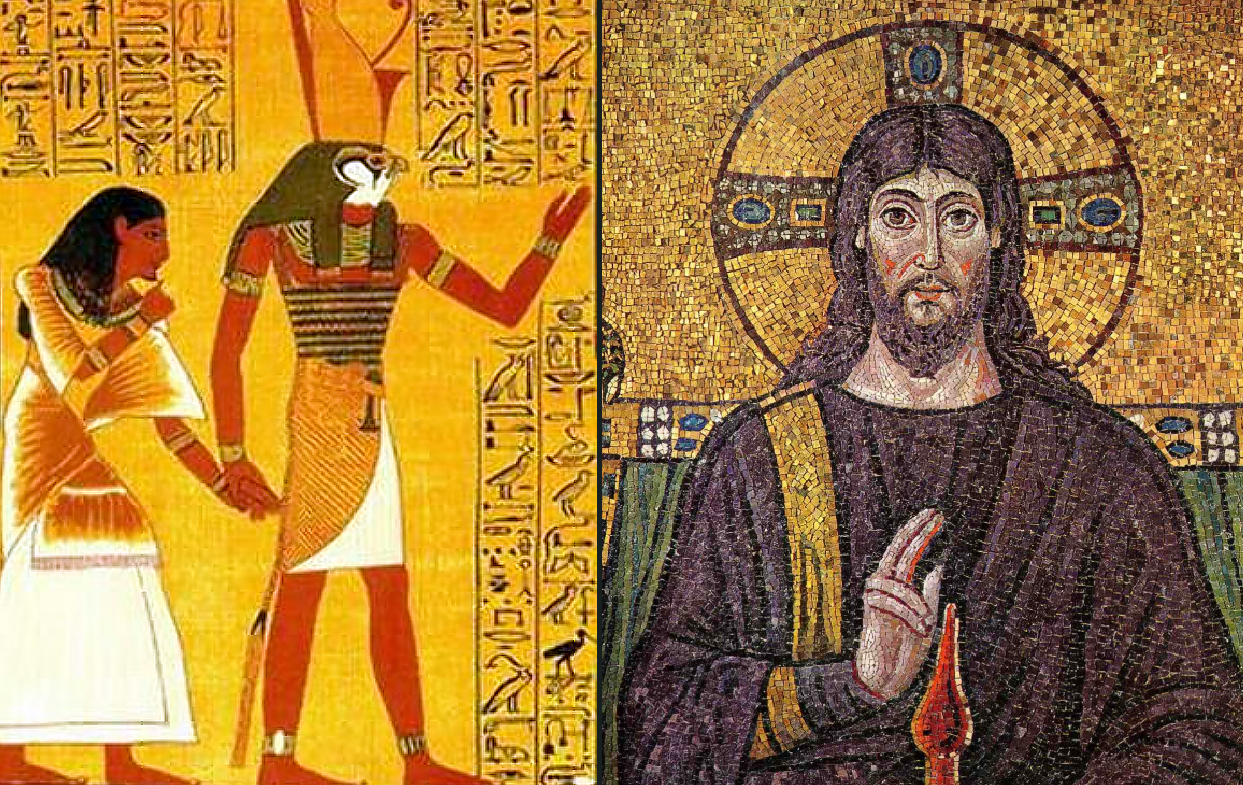
Representações antigas de Hórus e Jesus

A primeira parte do filme é uma avaliação crítica da religião, com principal incidência no cristianismo, se utilizando de argumentos do livro "The Christ Conspiracy, The Greatest Story Ever Sold" (A Conspiração Cristo, A Maior História Já Vendida) da autora teosofista Acharya S, sendo que é a própria autora defende sua teoria no Guia Oficial do filme, disponível no site oficial.
O filme afirma que Jesus é um mito astrológico, e que a Bíblia se trata de uma miscelânea de histórias baseadas em princípios astrológicos pertencentes a civilizações antigas (Egito especialmente). Um argumento semelhante é apresentado pelo escritor Fernando Vallejo no livro La puta de Babilonia, e diversos outros autores teosofistas e gnósticos. A atenção do filme se foca inicialmente no movimento do Sol e das estrelas, fato este que é uma das características das religiões "pagãs" pré-cristãs. É então apresentada uma série de semelhanças entre a história de Jesus e a de Hórus, o "deus Sol" egípcio. Há referência sobre o papel de Constantino na formação da Igreja e seus dogmas.
As comparações mostradas no filme sugerem que a história de Jesus foi baseada em várias outras histórias de deuses mais antigos, principalmente, Hórus. Críticas foram proclamadas contra essas afirmações, e se criaram até ministérios especializados no assunto Mito de Jesus
Uma das tabelas comparativas do filme
| Hórus                                      | Jesus                                      |
| ------------------------------------------ | ------------------------------------------ |
| Chamado de KRST, traduzido com Cristo      | Chamado de Cristo                          |
| Messias de Osíris                          | Messias de Yahweh                          |
| Nascido da Virgem Ísis-Meri                | Nascido da Virgem Maria                    |
| Presenteado por três reis                  | Presenteado por três reis                  |
| Considerado uma criança prodígio           | Considerado uma criança prodígio           |
| Andou sobre as águas                       | Andou sobre as águas                       |
| Ressuscitou um homem chamado El-Azar-Us    | Ressuscitou um homem chamado Lázaro        |
| Escolheu e teve 12 discípulos              | Escolheu e teve 12 discípulos              |
| Disse que é o Caminho, a Verdade e a Vida  | Disse que é o Caminho, a Verdade e a Vida  |
| Disse que é o príncipe da eternidade       | Disse que é a luz do mundo                 |
| Foi traído por um de seus apóstolos, Tifão | Foi traído por um de seus apóstolos, Judas |
| Era considerado "O rei dos egípcios"       | Era considerado "O rei dos judeus"         |
| Previu a sua morte um dia antes            | Previu a sua morte um dia antes            |
| Ressuscitou 3 dias depois da morte         | Ressuscitou 3 dias depois da morte         |

### Segunda Parte:All The World's a Stage(O mundo inteiro é um palco)
A segunda parte do filme foca-se nos ataques de 11 de setembro de 2001. O filme sugere que o governo dos Estados Unidos tinha conhecimento destes ataques e que a queda do World Trade Center foi uma demolição controlada pelo próprio governo norte-americano. O filme assegura que a NORAD, entidade responsável pela defesa aérea dos Estados Unidos, tinha sido propositadamente embaralhada no dia dos ataques com exercícios simulados em que os Estados Unidos estavam a ser atacados por aviões sequestrados, justamente na mesma área dos reais ataques; mostra dezenas de testemunhas e reportagens que sugerem que as torres ruíram não por causa dos aviões, mas por explosões internas e sabotagens; demonstra as ligações entre a família Bush e a família Bin Laden, parceiros comerciais de longa data, entre outras teorias intrigantes e alarmantes acerca da política mundial atual.

### Terceira Parte:Don't Mind The Men Behind The Curtain(Não se importe com os homens por detrás da cortina)
A terceira parte do filme focaliza-se no sistema bancário mundial, que supostamente tem estado nas mãos de uma elite que detém o verdadeiro poder sobre todos os países a eles associados, e na sua conspiração para obter um domínio mundial total eles tem modelado toda a mídia e cometido diversos crimes, muitos deles encenações para fins ocultos. O filme denuncia que o Banco Central dos Estados Unidos da América foi criado para roubar a riqueza dos Estados Unidos e também demonstra, como exemplo, o lucro que foi obtido pelos bancos durante a Primeira Guerra Mundial, Segunda Guerra Mundial, Guerra do Vietnã, Invasão do Iraque, Guerra do Afeganistão, e a hipotética futura invasão à Venezuela para obtenção de petróleo e comércio de armamento. O filme descreve a conspiração destes banqueiros, argumentando que o objetivo deles é o controle sobre toda a Humanidade através da implantação de um chip localizador e identificador RFID através do qual todas as operações e interações humanas serão realizadas, escravizando por fim a humanidade. Estão secretamente criando um governo unificado, com exército unificado, moeda unificada MONDEX, e poder unificado NWO, e que servirá apenas aos interesses dessa elite. Segundo o filme, o aspecto mais impressionante disso tudo é que tais mudanças serão não só aceitas, como pedidas pelo próprio povo naturalmente, pois está sendo manipulado pela mídia, principalmente através de programas de entretenimento da TV que distraem a população dos assuntos importantes e pertence à elite global.

## Críticas

### Críticas à primeira parte
Doutor em história do Novo Testamento e membro do Sínodo da diocese de Sydney, o Dr. Chris Forbes, professor da Universidade Macquarie (Sydney, Austrália), criticou severamente em uma entrevista a primeira parte do filme, como carente de base no mundo académico sério. Forbes também afirma haver vários erros e trechos que não são verdadeiros.
Dr. Chris Forbes lembra que Rá, não Hórus, é o deus egípcio do Sol, e que não há nenhuma prova nas fontes egípcias que a deusa Ísis, mãe de Horus, ser uma virgem. Igualmente, Krishna (o oitavo filho), Dioniso (cuja mãe tinha dormido com Zeus) e Átis, não teriam nascido de virgens. Assinala que o jogo de palavras inglesas "son" (filho) e "sun" (sol) não funciona nem em latim, nem na antiga língua egípcia, nem em grego (koiné), e que a data 25 de dezembro não é parte de nenhum dos mitos, bem como inexiste na história de Jesus, para a qual o dia do Natal foi instituído como feriado já com conhecimento pleno de que a data real do nascimento deste, era desconhecida.
Também critica a forma manipulada no uso das fontes romanas para sugerir que Jesus não existiu, afirmando que a longa lista mostrada rapidamente de historiadores supostamente contemporâneos, que não mencionavam a Jesus é, na realidade composta de geógrafos, escritores sobre jardinagem, poetas e filósofos, dos quais não se espera que o mencionassem. A alegação de que a citação de Flávio Josefo sobre Jesus foi acrescentada mais tarde, é criticada como falsa. Flávio Josefo, na realidade, menciona Cristo duas vezes, e somente uma das referências é tomada pelos eruditos como acrescentada na Idade Média, para mudar uma menção dele já existente.
Argumenta que o filme apresenta erroneamente Constantino, ao mostrá-lo como aquele que tornou o cristianismo a religião obrigatória (quando apenas a legalizou) e de ser o criador do Jesus histórico, quando os antigos registos da igreja mostram que a historicidade de Jesus tem sido um elemento determinante na fé desde o princípio da crença.
Sobre o filme diz:
| “ | É extraordinário quantas coisas ele afirma que simplesmente não são verdadeiras. | ” |

A principal base desta afirmação do Dr. Chris Forbes, é que o livro "Conspiração Cristo" de Acharya S (pseudônimo de D. M. Murdock), é muito semelhante ao livro "The World's Sixteen Crucified Saviors" (Os 16 Redentores Crucificados) do autor mesmerista Kersey Graves.
Por sua vez, o livro "The World's Sixteen Crucified Saviors" é muito semelhante com o livro "Anacalypsis" do autor maçom Godfrey Higgins, que o próprio Kersey Graves afirmou a "cópia quase total" na explanação inicial de seu livro.
E por sua vez, "Anacalypsis" é o livro base da teoria do Pandeísmo, considerado heresia pelos cristãos por ser a fusão entre Panteísmo e Deísmo. Helena Blavatsky, também citada no livro "A Conspiração Cristo", ela também teria se inspirado "Anacalypsis" para escrever os livros Ísis sem Véu, e A Doutrina Secreta, obrigando a Sociedade Teosófica se posicionar oficialmente sobre o assunto, admitindo a cópia, mas não o plágio.
O egiptólogo Jacques Kinnaer afirma que:
| “ | Horus de Edfu é a forma de Hórus, que engloba todos os aspectos de Horus: ele é a personificação da realeza egípcia, que vingou seu pai, que em Harsomtus pais por sua vez, que é a si mesmo como um jovem, para garantir o ciclo pai e filho. Ele é também o deus dos céus, um deus solar. Re-Harakhte (Re-Horus do horizonte) reúne os deus Re solar e deus do céu Hórus. Re-Harakhte tem seu caráter solar em comum com Re, mas a partir de Horus que ele recebe seu caráter de um jovem: Re-Harakhte representa o sol recém-nascido ao nascer do sol. | ” |

### Resposta às críticas
Acharya S., autora do livro utilizado no filme Zeitgeist e ridicularizada por Chris Forbes, rebate em seu site as afirmações de Forbes explicando ponto a ponto as dúvidas levantadas e dizendo que Forbes não é egiptólogo, classicista ou mitologista (professor sênior em Religião Antiga na Universidade Macquire, com um PhD em História Antiga, Pesquisador e especialista em filosofia e religião greco-romana, Novo Testamento, Alexandre o Grande, histórias helênicas, história da interseção entre o Cristianismo Antigo e a Cultura Greco-Romana e autor de vários livros e palestras). Não é citado como egiptólogo, entende-se que não o é.
Acharya também produziu um e-book de 105 páginas chamado "The ZEITGEIST Sourcebook" onde explica mais detalhadamente as dúvidas geradas por Forbes. A autora também salienta que os seus livros e escritos fornecem milhares de páginas cuidadosamente citados com fontes primárias de obras de autoridades credenciados a partir de uma variedade de campos, fornecendo as provas que Forbes garante não existirem.